# Ghost Trackers
Ghost Trackers ist eine kanadische Fernsehserie, in der Kinder ihren Mut in einem leerstehenden Haus beweisen müssen. Moderiert wird die Show von Joe MacLeod. Die deutsche Erstausstrahlung war auf dem Nick-Programmfenster Nick nach acht. Die Show war Teil der Nick nach acht Schocker-Woche, doch wurde durch die Einstellung des Programmfensters auch die Ausstrahlung eingestellt. Die Sendung wurde synchronisiert, jedoch ist (im Gegensatz zu anderen Sendungen) die Originalstimme im Hintergrund hörbar.